# 뮤 문제
뮤(μ) 문제는 초대칭 표준모형에서 발생하는 문제로, 뮤 파라메터의 값이 전약력깨짐을 설명하기 위해 자연스럽게 힉스 보손의 진공 기댓값과 비슷한 값(약 1 TeV)이 되는지를 설명하는 문제다. 초대칭 깨짐을 설명하는 자연스러운 크기인 플랑크 상수나, 중간 스케일 값보다 훨씬 작은 힉스 보손 진공 기댓값을 자연스럽게 설명하지 못하기 때문에 일종의 위계 문제라 할 수 있다.

## 전개
최소 초대칭 표준 모형(MSSM)에서 힉스 보존의 퍼텐셜은, 재규격화의 원리에 의해 쓰는 것이 아니라, MSSM에 있는 파라메터들의 조합으로 나타난다. 전약력 깨짐의 크기를 나타내는 W와 Z보존의 질량이 80GeV근처이기 위해서는 MSSM의 뮤항(과 더불어 여러 여린 대칭깨징값)이 역시 W와 Z보존 질량과 비슷한 값을 가져야 한다.
up힉스와 down힉스 초마당을 각각 {\displaystyle H_{u},H_{d}}라 쓸 때, 초퍼텐셜의 뮤(μ) 항은
{\displaystyle \mu H_{u}H_{d}}
와 같이 쓴다. 힉스 퍼텐셜은 이 뮤 파라메터와 각종 여린 (soft) 항(힉스 여린 질량과 비무 (Bμ) 항)의 조합으로 나타난다. 일반적으로 이 항들은 여린 질량 눈금 {\displaystyle m_{\text{soft}}}의 크기를 가지는데, 이들이 더해져 얻는 힉스 진공 기댓값은 그보다 훨씬 작아야만 한다. 이는 아직도 미세조정이 남아 있음을 나타낸다.
초퍼텐셜은 비재규격화 정리에 의해 파동함수 재규격화 이외에는 재규격화에 의해 보정되지 않는다. 따라서 어떤 뮤값이 되든지 힉스 질량과 같은 양자 보정에 의한 위계 문제는 없다. 그러나 주어진 초중력이론의 자연스러운 크기가 플랑크 상수 정도라면, 왜 뮤 값이 이보다 훨씬 작은 값을 가져야 하느냐 하는 것이 뮤 문제이다.
초대칭 깨짐이 어떻게 이루어지는지에 따라 설명하는 크기가 다르기 때문에 다른 해법이 필요하다. 게이지 전달 초대칭 깨짐을 생각하면, 소프트 항의 힉스 B 파라메터(또는 비뮤(Bμ)파라메터라고도 한다)가 연관되어 있기 때문에, 어떤 초대칭 깨짐 시나리오에서는 이 둘이 모두 작은 것을 함께 설명하는 것이 필요하다.

## 해결
현재까지 알려진 모든 뮤 문제의 해결 방법은, 모두 나무 단계(tree level)에 뮤 항이 없고, 높은 에너지 스케일의 물리항이 유효하게 뮤 항을 생성한다는 것이다. 나무 단계에 뮤 항이 없다는 것은 여러 가지 전역 대칭으로 설명할 수 있다. (1) 페차이-퀸 대칭 (2) R-대칭 (3) 기타 이산적 대칭.
잘 알려진 해법으로 주디체-마시에로 메커니즘은 초대칭 깨짐의 크기가 작은 뮤 항을 설명하며, 김-닐레스 메커니즘은 페차이-퀸 대칭깨짐의 크기가 작은 뮤 항을 설명한다. 또 게이지 전달 초대칭 깨짐에서는 이산적 대칭을 도입하며 조금 복잡한 초퍼텐셜을 도입하면 문제를 풀 수 있고 이들은 확장된 최소 초대칭 표준모형에서 나타나는 모양이다.

## 주디체-마시에로 메커니즘
초대칭 깨짐이 주로 중력에 의해 전달된다면 주디체-마시에로 메커니즘(Giudice-Masiero mechanism)은 적당한 크기의 뮤 파라메터를 설명하며 뮤 문제를 푸는 방법 가운데 하나다. 
이에 따르면, 초퍼텐셜에서 본디 뮤 항은 존재하지 않는다. (이는 각종 대칭으로 설명할 수 있다.) 무 항은 따라서 초대칭이 깨지는 효과에 의해 생성된다. 예를 들어 초대칭이 초장 {\displaystyle X}의 F항의 진공 기댓값에 의하여 깨진다고 하자. 만약 켈러 퍼텐셜이 {\displaystyle {X \over M_{pl}}H_{u}H_{d}}와 같은 꼴의 재규격화불가한 (억제된) 항을 지닌다면, 초대칭 깨짐 효과를 넣고 스칼라 퍼텐셜을 전개해보면, 마치 전역 초대칭의 초퍼텐셜이 {\displaystyle \mu ={<F_{X}> \over M_{pl}}}의 뮤 값을 가지는 것처럼 보인다. 마찬가지로 다른 여린 항들도 플랑크 눈금만큼 억제되게 된다.

## 다른 방법
이 말고도 뮤 문제의 풀이에는 차등 최소 초대칭 표준 모형 (NMSSM), 가환군 최소 초대칭 모형 (UMSSM) 등이 있다.

## 같이 보기
- 최소 초대칭 표준 모형
- 계층 문제

## 참고 문헌
G.F. Giudice and A. Masiero, A Natural Solution to the mu Problem in Supergravity Theories, Phys.Lett.B206:480-484,1988.